# Blaabjerg
Blaabjerg é um município da Dinamarca, localizado na região sudoeste, no condado de Ribe.
O município tem uma área de 254 km² e uma  população de 6 509 habitantes, segundo o censo de 2005.